# Herbita harpalyciaria
Herbita harpalyciaria là một loài bướm đêm trong họ Geometridae.